# 지도초등학교 선치분교
지도초등학교 선치분교는 대한민국 전라남도 신안군에 있었던 공립 초등학교이다.

## 학교 연혁
- 1944년 5월 15일: 선치국민학교 설립 인가
- 1944년 6월 10일: 선치국민학교 개교
- 1967년 4월 1일: 도서벽지학교 '을'급 지정
- 1986년 1월 1일: 도서벽지학교 '나'급 조정
- 1994년 3월 1일: 지도중앙국민학교 선치분교장 격하 편입
- 1996년 3월 1일: 지도초등학교 선치분교 개칭
- 2011년 3월 1일: 도서벽지학교 '다'급 조정
- 2018년 9월 1일: 폐교[1]

## 참고 자료
- 지도초등학교선치분교장 - 한국교육학술정보원 학교알리미